# 新木姜子
新木姜子（学名：Neolitsea aurata），为樟科新木姜子属下的一个种。

## 扩展阅读
維基物種上的相關：新木姜子